# Into the Legend
Albums de Rhapsody
Dark Wings of Steel
(2013)
Into the Legend est le onzième album studio du groupe de power metal italien Rhapsody of Fire, paru le 15 janvier 2016 en Europe et annoncé pour le 5 février 2016 aux États-Unis. C'est le dernier album avec Fabio Lione au chant avant le départ de ce dernier.

## Titres
| No  | Titre                         | Durée |
| --- | ----------------------------- | ----- |
| 1.  | In Principio                  | 2:45  |
| 2.  | Distant Sky                   | 4:33  |
| 3.  | Into The Legend               | 5:01  |
| 4.  | Winter's Rain                 | 7:44  |
| 5.  | A Voice In The Cold Wind      | 6:18  |
| 6.  | Valley Of Shadows             | 6:55  |
| 7.  | Shining Star                  | 4:39  |
| 8.  | Realms Of Light               | 6:01  |
| 9.  | Rage Of Darkness              | 6:03  |
| 10. | The Kiss Of Life              | 16:45 |
| 11. | Volar Sin Dolor (Bonus Track) | 4:38  |

## Musiciens
- Fabio Lione – lead vocals
- Roby De Micheli – guitar
- Alessandro Sala – bass
- Alex Staropoli – keyboards
- Alex Holzwarth – drums